# Tatort: Totes Herz
Totes Herz ist ein Fernsehfilm aus der Krimireihe Tatort. Der vom MDR Fernsehen produzierte Beitrag ist die 1221. Tatort-Episode und wurde am 8. Januar 2023 im SRF, im ORF und im Ersten zuerst ausgestrahlt. Die Dresdner Ermittler Karin Gorniak und Peter Michael Schnabel ermitteln in ihrem 15., Leonie Winkler in ihrem 9. Fall.

## Handlung
In einer Gärtnerei, die als Familienbetrieb zweier Generationen geführt wird, findet Patrick Teichmann die Leiche seiner Schwiegermutter Heike Teichmann. Der geistig eingeschränkte Gärtnereihelfer Juri wird am Tatort gesehen und gerät als Erster ins Visier der Ermittlerinnen Gorniak und Winkler. Die Tochter der Ermordeten, Nadine Teichmann, steht unter Schock und kann nicht mit den Ermittlerinnen reden. Währenddessen nimmt Juri Anna, die Tochter von Nadine und Patrick, zu seiner Schwester mit, weil er das Kind in Gefahr glaubt. Außerdem murmelt er seiner Schwester zu, dass Nadine Teichmann ihre Mutter ermordet habe. Seine Schwester beruhigt ihn und bringt auch die kleine Anna zurück nach Hause.
Im Verlauf der Handlung finden die Ermittler heraus, dass Nadine Teichmann eine Zwillingsschwester hatte. Diese sei bei der Geburt verstorben. Doch dies ist jedoch nicht zutreffend: Der Oberarzt gab die neugeborene Sonja an eine wohlhabende kinderlose Familie. Nadine erfährt erst durch die Kommissarinnen von der Existenz ihrer Zwillingsschwester. Gleichzeitig wird sie mit den Worten von Juri an seine Schwester konfrontiert, dass er sie gesehen habe, wie sie ihre Mutter ermordet habe. Kurze Zeit darauf wird Juri ermordet am Ufer der Elbe aufgefunden.
Die Ermittlerinnen befassen sich nun immer mehr mit Nadines Zwillingsschwester. Sie sei finanziell überhaupt nicht gut aufgestellt und kriminell. So habe sie zum Beispiel einen Mann durch den Schlag mit einer Flasche für fünf Tage ins Koma versetzt. Im weiteren Verlauf taucht Sonja Heuer beim bereits pensionierten Oberarzt Erwin Stirn auf, tasert diesen und fesselt ihn an einen Stuhl. Stirn gibt schließlich zu, Sonja als Säugling von ihrer Mutter getrennt zu haben, auch da er glaubte, dass sich die wohlhabende Familie besser um sie kümmern könnte. Daraufhin ermordet Sonja den Arzt mit einem Hammer. Eine alte Frau hört dessen Schrei vor dem Tod, sieht Sonja Heuer flüchten und berichtet dies der Polizei. Die Beamtinnen erfahren außerdem von Nadine Teichmann, dass Sonja Heuer sie angerufen und ihren Selbstmord angekündigt habe. Sie wolle sich von einer Brücke in die Elbe stürzen. Die Polizei findet am Morgen die Leiche am Ufer der Elbe.
Den Ermittlerinnen kommt es seltsam vor, dass Sonja zuerst ihre Mutter, den einzigen Zeugen und den Oberarzt ermordet, um sich dann am Ende selber umzubringen. Währenddessen planen Nadine und Patrick Teichmann einen Ausflug mit ihrem Hausboot, um in Ruhe mit Anna zu reden, die vom Tod ihrer Oma noch nichts weiß. Außerdem hatte Nadine vorher Patrick gebeten, mit ihr nach Südamerika auszuwandern, weil sie sich vor ihrer Schwester fürchte. Die Kommissarinnen kommen aber noch einmal für ein paar Fragen vorbei und fahren dann in die Gerichtsmedizin. Dort fällt ihnen eine Schlüsselbeinfraktur an Sonja Heuers Leiche auf. Außerdem entdecken sie auf Videoaufnahmen von Heuers Sprung in die Elbe, dass diese einen Neoprenanzug unter ihrer Jacke getragen hat. Sie rufen Patrick Teichmann an, der bestätigt, dass seine Frau eine Schlüsselbeinfraktur hatte. So wird klar, dass die Frau, die sich als Nadine Teichmann ausgibt, deren Schwester Sonja Heuer und Nadine Teichmann die Tote ist.
Die Kommissarinnen rufen Patrick Teichmann und informieren ihn, dass sich Sonja Heuer als seine Frau ausgibt, sie bitten ihn, ruhig zu bleiben und sich nichts anmerken zu lassen. Er und Tochter Anna seien in größter Gefahr. Anna wird von ihrem Vater im Kinderzimmer unter Deck versteckt, und Patrick Teichmann versucht, Sonja zu überwältigen, wird aber mit einer Glasflasche von dieser niedergeschlagen und gefesselt. Als die Ermittlerinnen eintreffen, übergießt Sonja Heuer Patrick Teichmann mit einer brennbaren Flüssigkeit und schickt sich an, ihn anzuzünden. Kurz bevor dies gelingt, wird sie von einem Scharfschützen der Polizei erschossen und fällt ins Wasser. Während sie untergeht, zeigen Rückblenden den Mord an Nadine Teichmann und an ihrer Mutter. Dabei wird besonders auf das Nicht-Haben-Wollen der Mutter von Sonja eingegangen. Immer, wenn Sonja von ihrer Mutter erkannt wird, ändert sich die Miene der Mutter in eine gefühlslose, was Sonja wütend macht. Zum Ende werden Patrick und Anna von den Beamtinnen mitgenommen und in Sicherheit gebracht.

## Hintergrund

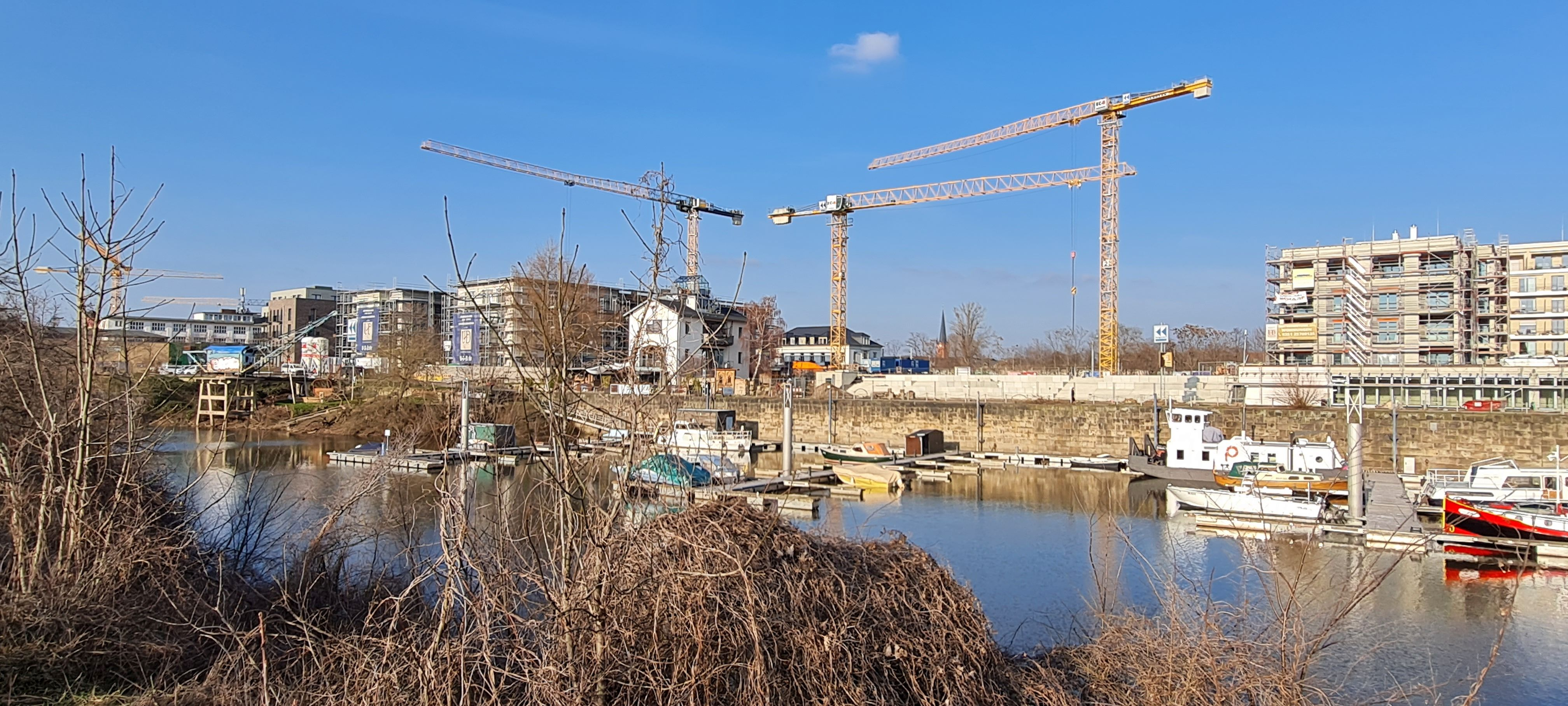
Neustädter Hafen mit Lastenkran (links) und Hausboot (rechts)

Der Film wurde vom 10. Februar 2022 bis zum 9. März 2022 in Dresden und Leipzig gedreht. Zu sehen sind unter anderem eine Gärtnerei in Zwenkau bei Leipzig, ein Hausboot und ein alter Lastenkran im Neustädter Hafen, die Marienbrücke und das Blaue Wunder. Weitere Drehorte in Dresden waren der Fürstenzug, der Theaterplatz und das Ostragehege.
In der Schlussszene ist das Lied Transience der Sängerin Miu zu hören.

## Rezeption

### Kritiken
Rainer Tittelbach von Tittelbach.tv bewertete diesen Tatort als „thematisch interessant, bevor es auf der Zielgeraden verblüffend und spannend wird. Psychologisch allerdings sollte man die Geschichte besser nicht hinterfragen. Was diesem ‚Tatort‘ – wie zuletzt fast immer beim Dresdner Reihen-Ableger – vor allem fehlt, ist eine spürbare übergeordnete Erzählinstanz, die nicht mit der Perspektive der Ermittler identisch ist. Und so hecheln diese einmal mehr blauäugig, bieder und beredt den Fakten hinterher und geben ihren Senf dazu. Für Zuschauer mit langer Leitung erstatten die Kommissarinnen in regelmäßigen Abständen ihrem Chef brav Bericht.“
In der Süddeutschen Zeitung wertete Claudia Fromme: „Man ist kurz davor zu beschließen, diesen Tatort in die Schublade des Gebrauchskrimis zu schieben, womöglich abzuschalten, da kommt Fahrt in das Ding. […] Vielleicht hätten die Macher den spannenden Stoff ein wenig breiter verteilen können. Wohl dem, der nicht zu früh ausgestiegen ist.“
Michael Hanfeld von der FAZ beurteilte diesen Tatort als „konventionellen Krimi,“ doch „am Ende beweisen die Drehbuchautorin Derfler und der Regisseur Herzog, dass sie etwas von Spannungsaufbau verstehen.“
swr3.de schrieb: „Ab der Hälfte ist dieser Tatort richtig gut, schauspielerisch ragt Alexander Schuster als Juri für mich heraus und dann haben sich die Macher ganz zum Schluss noch einen besonderen Kniff überlegt: In einer Art Abspann bekommen wir als Zuschauer nachgeliefert, was wir im Fall nicht gesehen haben und die Sache wird rund. Auch wenn man nicht alles hinterfragen darf.“
Christian Buß schrieb im Spiegel: „Das Tolle an diesem ‚Tatort‘ […] ist, wie uns die Verantwortlichen vorgaukeln, dass sie uns zu einer dieser konventionellen Arbeits- und Lebensweltbesichtigungen mitnähmen, während sie doch bereits lustvoll die Scharniere der Falltüren ölen, die das Publikum im letzten Drittel in einen grausamen Psychothriller plumpsen lassen.“

### Einschaltquoten
Bei der Erstausstrahlung von Tatort: Totes Herz am 8. Januar 2023 verfolgten in Deutschland insgesamt 9,41 Millionen Zuschauer die Filmhandlung, was einem Marktanteil von 29,7 Prozent für Das Erste entsprach. In der als Hauptzielgruppe für Fernsehwerbung deklarierten Altersgruppe von 14–49 Jahren erreichte Totes Herz 1,93 Millionen Zuschauer und damit einen Marktanteil von 26,0 Prozent in dieser Altersgruppe.